# L'exèrcit del pare (pel·lícula de 2016)
L'exèrcit del pare (títol original en anglès, Dad's Army) és una pel·lícula de comèdia bèl·lica britànica del 2016, basada en la sèrie de televisió de la BBC Dad's Army. És dirigida per Oliver Parker i ambientada l'any 1944, després dels fets representats a la sèrie de televisió. Catherine Zeta-Jones interpreta a una elegant espia alemanya que es fa passar per periodista i informa sobre la patrulla de la Home Guard de Walmington-on-Sea. S'ha doblat al català.
Els membres de la patrulla són interpretats per Toby Jones (capità Mainwaring, basat en Arthur Lowe), Bill Nighy (sergent Wilson, basat en John Le Mesurier), Tom Courtenay (sotscaporal Jones, basat en Clive Dunn), Bill Paterson (soldat Frazer, basat en John Laurie), Michael Gambon (soldat Godfrey, basat en Arnold Ridley), Blake Harrison (soldat Pike, basat en Ian Lavender) i Daniel Mays (soldat Walker, basat en James Beck).
El disseny de producció va ser de Simon Bowles i la fotografia de Christopher Ross. La pel·lícula es va estrenar el 5 de febrer de 2016 al Regne Unit a càrrec d'Universal Pictures. El DVD i el Blu-ray es van llançar al Regne Unit el 13 de juny de 2016. Va rebre majoritàriament crítiques negatives. Quan la pel·lícula es va estrenar al Regne Unit, va aconseguir el segon lloc a les llistes de taquilla, darrere de Pànic.